# Дон (река, Тасмания)
Дон (англ. Don River) — река в северной части Тасмании (Австралия), впадающая в Бассов пролив у западной оконечности города Девонпорт. Длина реки составляет около 38 км, площадь водосборного бассейна — 136 км² (по другим данным, 130 км² или 139 км²).

## География

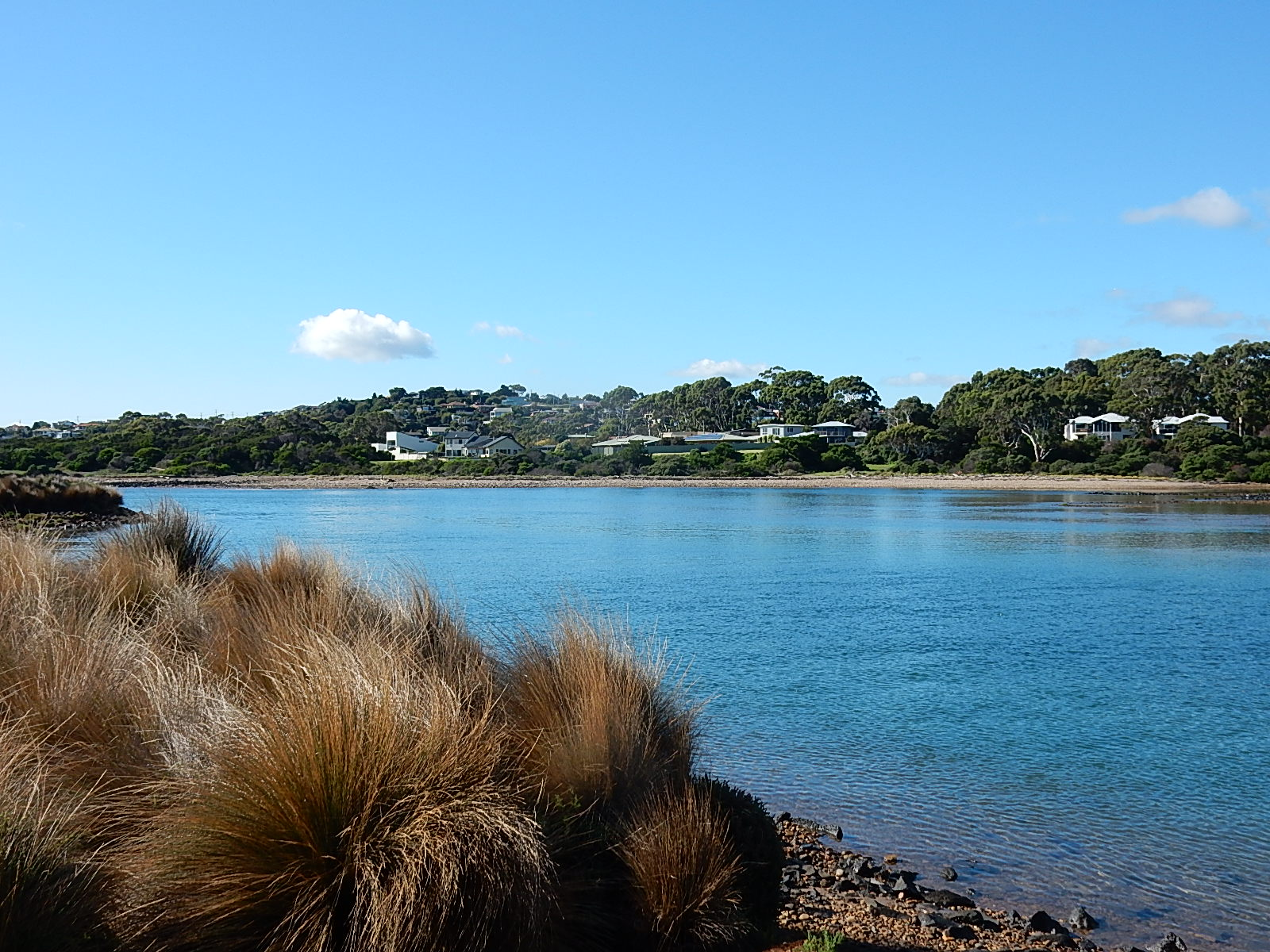
Эстуарий реки Дон

Река Дон берёт своё начало в холмистой местности на севере Тасмании, примерно в 1 км южнее населённого пункта Уэст-Кентиш и в 5 км юго-западнее города Шеффилд, на высоте около 350 м. Река течёт преимущественно в северном направлении, протекая вблизи населённых пунктов Акейша-Хилс, Абердин, Юджинана, Тугра и Дон.
Река Дон впадает в Бассов пролив у западной оконечности города Девонпорт. У деревни Дон реку пересекает автомобильная дорога  Басс-Хайвей (Bass Highway), идущая вдоль северного побережья Тасмании. От деревни Дон до находящегося в Девонпорте пляжа Колс-Бич (Coles Beach) вдоль восточного берега реки Дон проходит железная дорога Don River Railway, которая является одной из достопримечательностей региона.
Основным притоком реки Дон является Мелроз-Крик (Melrose Creek, левый приток). Площадь бассейна реки Дон составляет 136 км² (по другим данным, 130 км² или 139 км²). С запада он граничит с бассейном реки Форт, а с востока — с бассейном реки Мерси.

## История
Название Дон было дано топографом Генри Хеллиером — сотрудником компании Van Diemen's Land Company, который в 1820-х — начале 1830-х годов исследовал значительную часть северо-западных районов Земли Ван-Димена (так тогда называлась Тасмания).

## Рыбная ловля
Река Дон является одним из популярных мест для рыбной ловли в Тасмании. В частности, там водится кумжа (Salmo trutta, англ. brown trout — коричневая форель), сезон ловли которой продолжается с начала августа по начало мая. Эстуарий реки считается хорошим местом для ловли морской форели.